# シェイ・ジョーダン
シェイ・ジョーダン（Shay Jordan, 1985年11月17日 - ）は、アメリカ合衆国のポルノ女優。フィリピン出身。

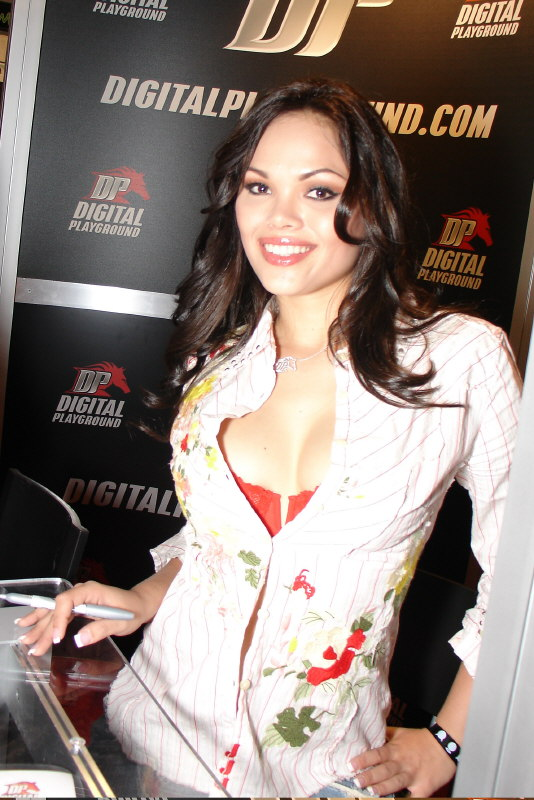
シェイ・ジョーダン

## 経歴
2008年AVN最優秀新人賞にノミネートされた。

## 出演作品
- パイレーツ・オブ・アイランド